# マッキャナイダードーホーリア
座標: 北緯53度20分28秒 西経9度34分09秒 / 北緯53.341125度 西経9.569153度

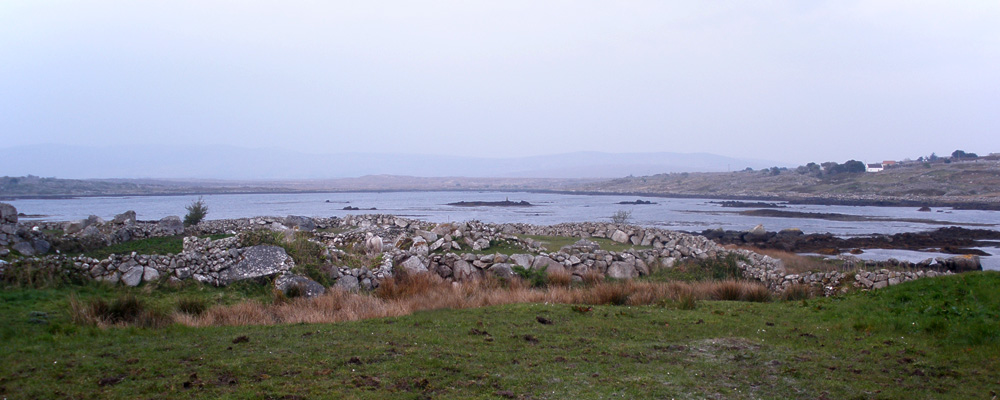
マッキャナイダードーホーリアの海岸

マッキャナイダードーホーリア（愛: Muiceanach idir Dhá Sháile、英: Muckanaghederdauhaulia）はアイルランドのゴールウェイ県コネマラ、ゲールタハトのキャマスとキャラローの間にある村。この地名はアイルランド語で最長の地名であると同時にあらゆる言語においてアイルランドの地名の中で最長であるといわれている。 

## 概要

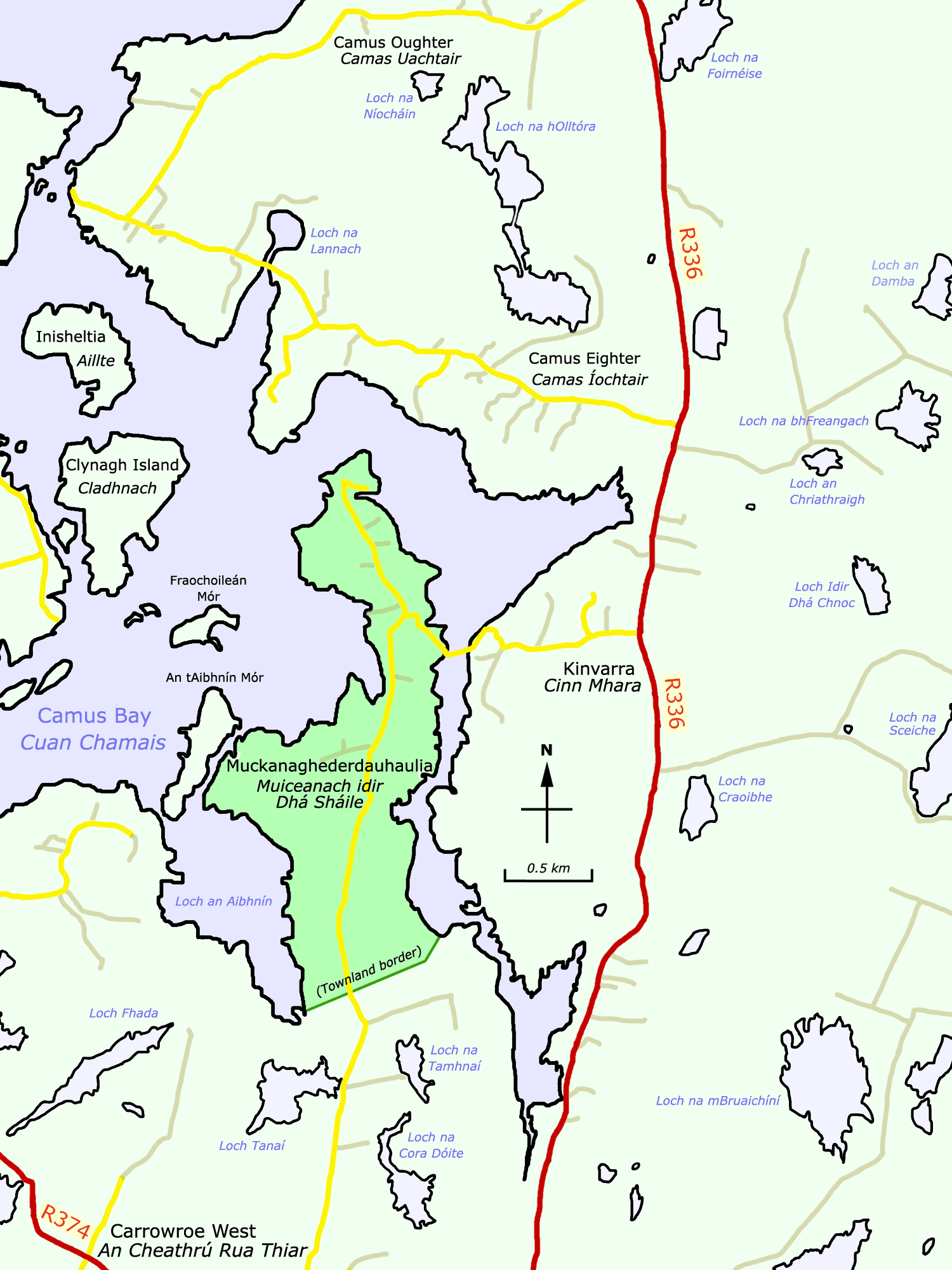
マッキャナイダードーホーリアの地図

マッキャナイダードーホーリアは、「二つの海の間のブタ型の丘」の意味する。
村内には、アイルランド語で同じ名前（Muiceanach idir Dhá Sháile）を持つ村落があったが、英語では短い名前、のマックナサリア（Mucknasalia）が使用されていた。1911年の国勢調査では「Muckenaghedderdahaulia」（23文字）と綴られていたが、公表された報告書では22文字の綴りになっている。
カミュス・ベイの低い湿った半島にあり、キン・ハラで地方道R336号の道路を西に曲がるか、カスラを出て地方道R374号の道路を北西に進み、スクラトグ通りで曲がり北上することで行くことができる。

## 人口
国勢調査で記載されているものには、以下のような人口が記録されている。
| 国勢調査年 | 1841年 | 1851年 | 1861年 | 1871年 | 1881年 | 1891年 | 1901年 | 1911年 |
| ---------- | ------ | ------ | ------ | ------ | ------ | ------ | ------ | ------ |
| 人口       | 103人  | 81人   | 79人   | 80人   | 111人  | 85人   | 101人  | 111人  |

## 大衆文化
ジョルジュ・ペレックの小説『人生使用法』の中で、この地域について言及されている。